# Paranoia (película de 2013)
Paranoia (titulada en España El poder del dinero) es una película del 2013, dirigida por Robert Luketic. Barry L. Levy y Jason Dean Hall escribieron el guion, inspirados en la novela homónima del 2004, de Joseph Finder. Actúan Liam Hemsworth, Lucas Till, Gary Oldman, Amber Heard, Harrison Ford y Embeth Davidtz. Se estrenó el 16 de agosto de 2013 y resultó un fracaso económico.

## Trama
Adam Cassidy es un hombre joven de 26 años y se transforma en un desarrollador de proyectos de alta tecnología, inventor y programador de teléfonos celulares, que trabaja para una importante empresa corporativa de alta tecnología dirigida por Nicholas Wyatt. Al ser despedido de la empresa luego de una presentación de proyectos para desarrollar en el futuro, Adam usa la tarjeta de crédito de la empresa para invitar a sus amigos de fiesta a un antro de moda en Queens. Wyatt y su escolta, Miles Meachum, convocan una reunión con Adam y usan el dinero que gastó para chantajearlo y lograr que entre a trabajar como espía corporativo en una empresa de la competencia, y lo amenazan con arrestarlo por la deuda si rechaza hacerlo. 
Adam es entrenado por Judith Bolton para infiltrar en la compañía de tecnología de la competencia, dirigida por el antiguo mentor de Wyatt, Jock Goddard. Adam se encarga de dar un nuevo proyecto de tecnología a Goddard, que robó muchas de las ideas de Wyatt en el pasado para su empresa de tecnología, con un nuevo software capaz de rastrear y jaquear información de celulares, con potencial en apps para el ejército, para que lo desarrolle en la nueva empresa. El agente Gamble visita a Adam en su departamento y le revela los tres empleados asesinados anteriores de la empresa de Wyatt, que fueron transferidos al igual que él a esta nueva empresa, pero Adam lo ignora.
Adam descubre que Emma Jennings, una mujer que conoció durante la fiesta en Queens, es directora de mercadotecnia en la empresa de Goddard. Adam comienza una relación con Emma, a la cual utiliza para robar información de los nuevos proyectos de la empresa de Goddard. Adam comienza a dudar por ser bien recibido en la nueva empresa de tecnología y Wyatt amenaza con matar a Frank Cassidy, el padre de Adam, si se niega a robar información del revolucionario prototipo de la empresa de Goddard. Con el tiempo Adam se da cuenta de que está siendo supervisado todo el tiempo y destruye las cámaras en su departamento. Machum atropella a su amigo Kevin, a punto de matarlo, y le dan 48 horas para terminar su misión.
Adam roba la huella digital de Emma y la usa para acceder a la cámara acorazada de la empresa. Goddard lo afronta y lo descubre con la evidencia en las manos, le dice que todo el tiempo supo de sus intenciones y todo fue una trampa, para que con este delito, Wyatt le venda su empresa a Goddard. Emma se da cuenta de que fue utilizada por Adam para conseguir el prototipo. Adam reúne a sus amigos para que lo ayuden con el FBI a tratar de solucionar este problema.
Wyatt y Goddard se reúnen, hablan sobre el crimen y el sabotaje de la compañía del otro, la venta de la empresa de Wyatt. Adam, con la ayuda de Kevin, utiliza en secreto el software para transmitir la conversación al FBI. Cuando se dan cuenta Goddard y Wyatt, ya es muy tarde y el FBI los arresta por intimidación a sus empleados y robo de información. Adam es absuelto por haber contribuido a la investigación. Se reconcilia después de un tiempo con Emma y abre su propia compañía en Brooklyn con Kevin y sus amigos.

## Elenco
- Liam Hemsworth: Adam Cassidy
- Gary Oldman: Nicholas Wyatt
- Amber Heard: Emma Jennings
- Harrison Ford: Augustine «Jock» Goddard
- Lucas Till: Kevin
- Embeth Davidtz: Dra. Judith Bolton
- Julian McMahon: Miles Meachum
- Josh Holloway: agente Gamble
- Richard Dreyfuss: Frank Cassidy
- Angela Sarafyan: Allison
- Nickson Ruto: Fala
- William Peltz: Morgan
- Kevin Kilner: Tom Lundgren
- Christine Marzano: Nora Sommers
- Charlie Hofheimer: Richard McAllister